# RAM Heavy Duty
RAM Heavy Duty (также известный как RAM HD) — пятое поколение RAM Pickup. Грузоподъёмность автомобилей RAM HD варьируется от 2,5 до 5,5 тонн. Модели RAM 2500 и RAM 3500 относятся к пикапам, в то время как модели RAM 3500—RAM 4000 относятся к шасси.

## Описание
Автомобили RAM Heavy Duty дебютировали в январе 2019 года на Североамериканском международном автосалоне в Детройте, штат Мичиган. Сборка автомобилей организована в Сальтильо, Мексика, на заводе Saltillo Truck Assembly. Автомобили выпускаются на базе RAM Pickup DT.
Автомобили RAM Heavy Duty поставляются с двух- или четырёхдверной кабиной. Комплектации: Tradesman, Big Horn (Lone Star/SLT), Power Wagon, Rebel, Laramie, Laramie Longhorn и Limited.
В основном, автомобили RAM HD оснащаются 6,4-литровым бензиновым двигателем Hemi V8 мощностью 276—306 кВт (370—410 л. с.) и крутящим моментом 582 Н⋅м. Двигатель оснащён системой изменения фаз газораспределения (VCT) и системой Multi-Displacement System (MDS), которая отключает четыре из восьми цилиндров двигателя, когда в целях экономии топлива требуется меньшая мощность. В моделях RAM 1500 и RAM 3500 двигатель работает в паре с восьмиступенчатой автоматической трансмиссией Torqueflite 8HP75 от ZF. Опционально в 3500 и в стандартной комплектации 4500 и 5500 двигатель работает в паре с шестиступенчатой автоматической трансмиссией AS66RC от Aisin. В 2025 году двигатель Hemi V8 был исключён из моторной гаммы Mega Cab 2500/3500, однако он по-прежнему применяется в других моделях.
6,7-литровый турбодизельный двигатель Cummins ISB I6 развивает мощность 276—313 кВт (370—420 л. с.) и крутящий момент 1152—1458 Н⋅м. Коробка передач — шестиступенчатая автоматическая (Chrysler 68RFE или Aisin AS69RC).

## Технические характеристики
| Модель            | Годы производства | Двигатель                        | Трансмиссия                              | Мощность                                                    | Крутящий момент                           |
| ----------------- | ----------------- | -------------------------------- | ---------------------------------------- | ----------------------------------------------------------- | ----------------------------------------- |
| 2500 (пикап)      | с 2019            | 6.4 L Hemi V8                    | 8-скор. Torqueflite ZF 8HP75-LCV         | 410 л. с. (302 кВт)                                         | 582 Н⋅м                                   |
| 2500 (пикап)      | 2019—2024         | 6.7 L Cummins ISB I6             | 6-скор. 68RFE                            | 370 л. с. (272 кВт)                                         | 1152 Н⋅м                                  |
| 2500 (пикап)      | с 2025            | 6.7 L Cummins ISB high output I6 | 8-скор. ZF Torqueflite 8AP1075 Powerline | 430 л. с. (316 кВт)                                         | 1458 Н⋅м                                  |
| 3500 (пикап)      | с 2019            | 6.4 L Hemi V8                    | 8-скор. Torqueflite ZF 8HP75-LCV         | 410 л. с. (302 кВт)                                         | 582 Н⋅м                                   |
| 3500 (пикап)      | 2019—2024         | 6.7 L Cummins ISB I6             | 6-скор. 68RFE                            | 370 л. с. (272 кВт)                                         | 1152 Н⋅м                                  |
| 3500 (пикап)      | 2019—2024         | 6.7 L Cummins ISB High-Output I6 | 6-скор. Aisin AS69RC                     | 400 л. с. (294 кВт) 2019—2020 420 л. с. (309 кВт) 2021—2024 | 1356 Н⋅м (2019—2020) 1458 Н⋅м (2021—2024) |
| 3500 (пикап)      | с 2025            | 6.7 L Cummins ISB High Output I6 | 8-скор. ZF Torqueflite 8AP1075 Powerline | 430 л. с. (316 кВт)                                         | 1458 Н⋅м                                  |
| 3500 (шасси)      | с 2019            | 6.4 L Hemi V8                    | 8-скор. Torqueflite ZF 8HP75-LCV         | 370 л. с. (272 кВт)                                         | 582 Н⋅м                                   |
| 3500 (шасси)      | 2019—2024         | 6.4 L Hemi V8                    | 6-скор. Aisin AS66RC                     | 370 л. с. (272 кВт)                                         | 582 Н⋅м                                   |
| 3500 (шасси)      | с 2025            | 6.4 L Hemi V8                    | 8-скор. Torqueflite ZF 8AP430            | 370 л. с. (272 кВт)                                         | 582 Н⋅м                                   |
| 3500 (шасси)      | 2019—2024         | 6.7 L Cummins ISB I6             | 6-скор. Aisin AS69RC                     | 360 л. с. (265 кВт)                                         | 1085 Н⋅м                                  |
| 3500 (шасси)      | с 2025            | 6.7 L Cummins ISB I6             | 8-скор. ZF Torqueflite 8AP1075 Powerline | 360 л. с. (265 кВт)                                         | 1085 Н⋅м                                  |
| 4500/5500 (шасси) | 2019—2024         | 6.4 L Hemi V8                    | 6-скор. Aisin AS66RC                     | 370 л. с. (272 кВт)                                         | 582 Н⋅м                                   |
| 4500/5500 (шасси) | с 2025            | 6.4 L Hemi V8                    | 8-скор. Torqueflite ZF 8AP430            | 370 л. с. (272 кВт)                                         | 582 Н⋅м                                   |
| 4500/5500 (шасси) | 2019—2024         | 6.7 L Cummins ISB I6             | 6-скор. Aisin AS69RC                     | 360 л. с. (265 кВт)                                         | 1085 Н⋅м                                  |
| 4500/5500 (шасси) | с 2025            | 6.7 L Cummins ISB I6             | 8-скор. ZF Torqueflite 8AP1075 Powerline | 360 л. с. (265 кВт)                                         | 1085 Н⋅м                                  |

## Галерея
- 2025 Ram 3500 SRW
- RAM 5500 (эвакуатор)